# Duell Ketteler–Lohmann

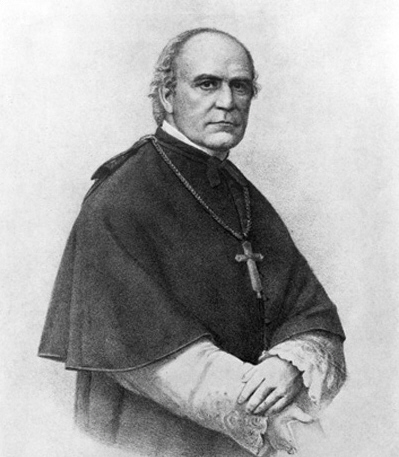
Wilhelm Emmanuel von Ketteler als Bischof 1865

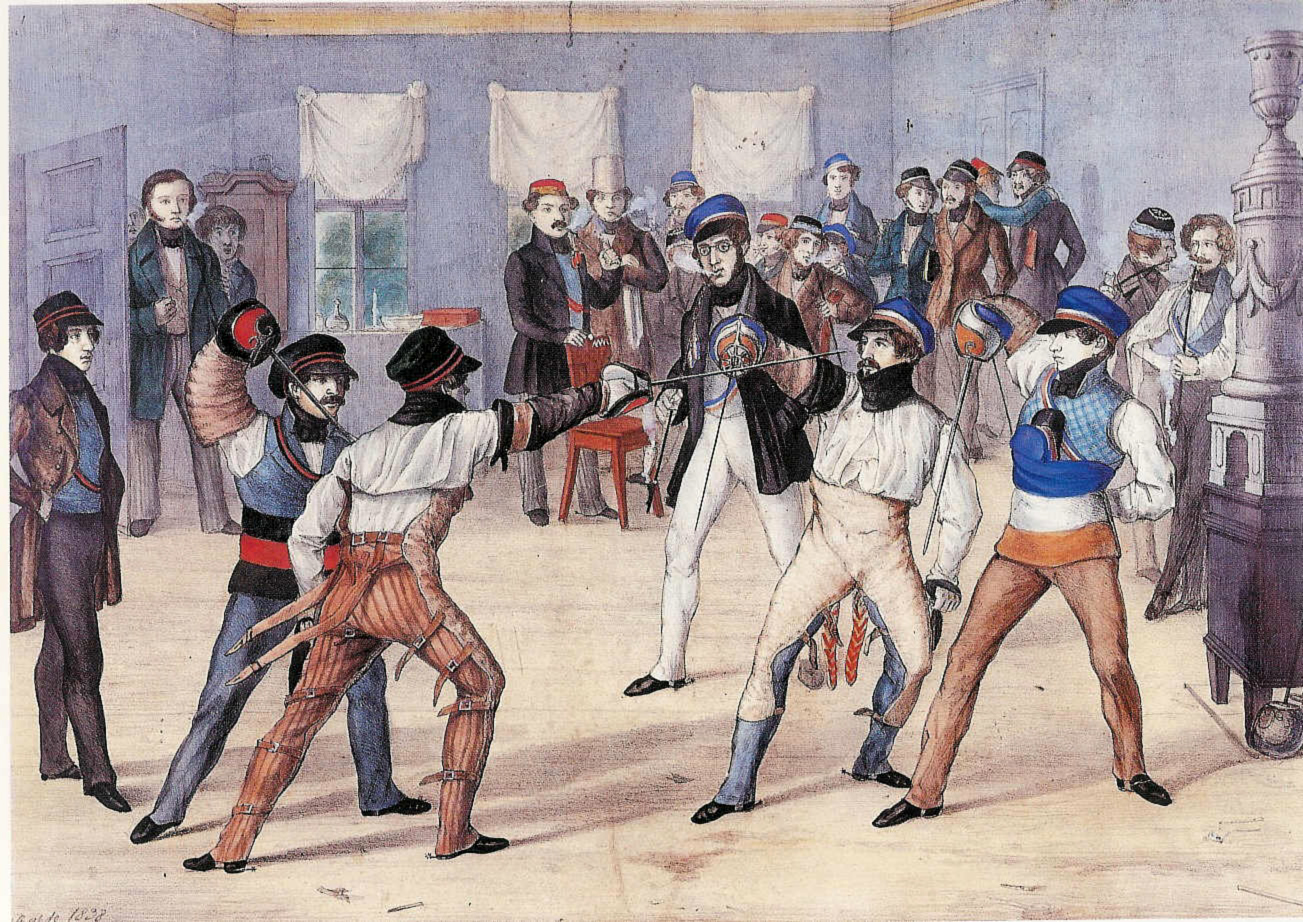
Bild einer Göttinger Mensur 1837 im Deutschen Haus. Erkennbar die Möglichkeit einer Verwundung von Gesicht und Oberkörper

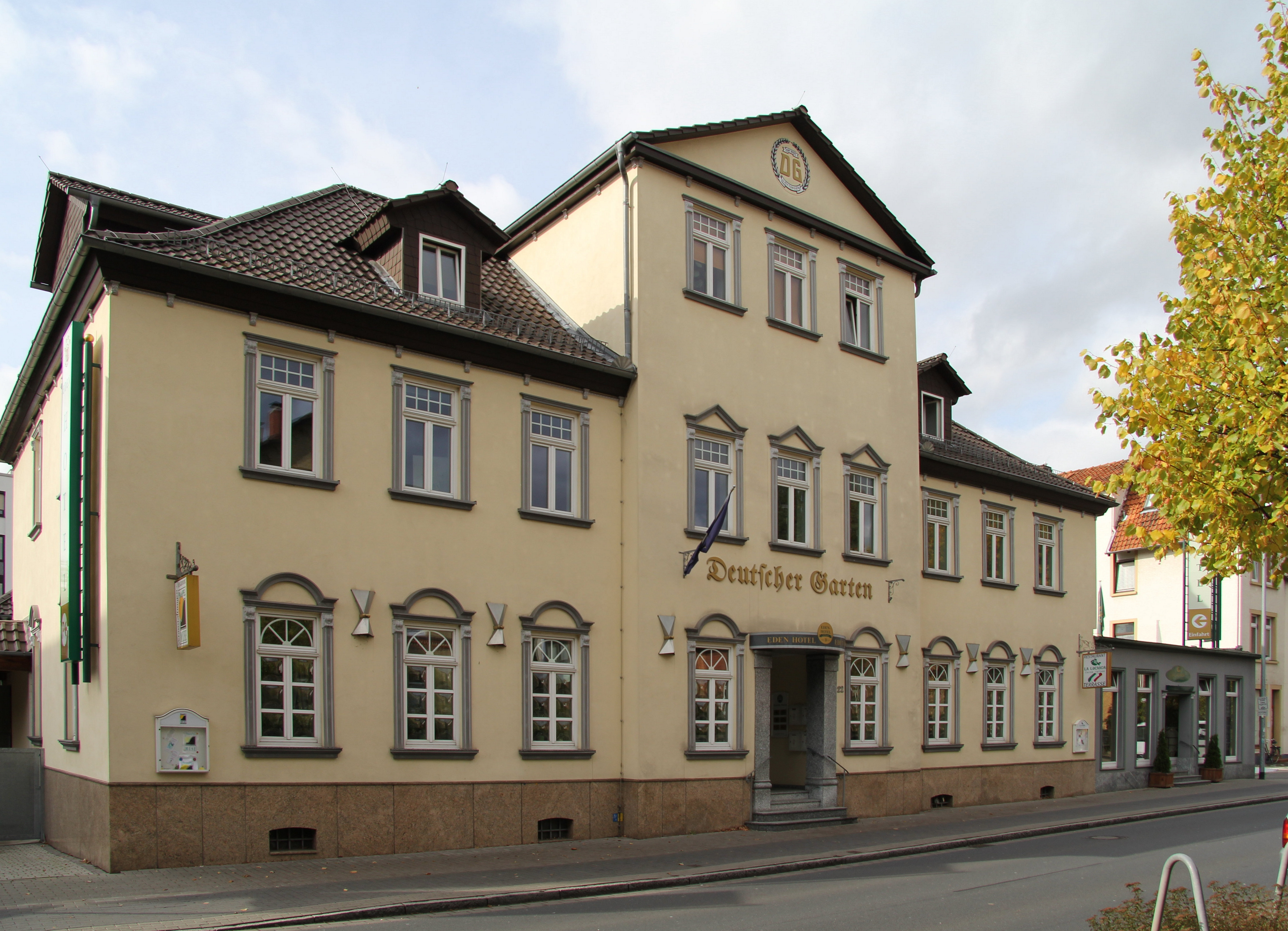
„Deutsches Haus“ bzw. „Deutscher Garten“, Göttingen 2012

Das Duell Ketteler–Lohmann war ein Duell auf Korbschläger, das 1830 zwischen dem damaligen Göttinger Studenten Wilhelm Emmanuel von Ketteler und seinem Kommilitonen Friedrich Wilhelm Theodor Lohmann ausgetragen wurde. Es handelt sich dabei um den einzigen Zweikampf mit Waffen, in den mit Ketteler ein (späterer) römisch-katholischer Bischof verwickelt war.

## Beteiligte Personen
Ketteler studierte zum Zeitpunkt des Duells Rechtswissenschaft in Göttingen und war dort seit 1829 Mitglied des Corps Guestphalia. Lohmann, der aus Sottrum stammte und später Rechtsanwalt in Stade wurde, studierte dasselbe Fach und war Angehöriger der rivalisierenden Bremensia. Kettelers Sekundant war Graf Max von Korff genannt Schmising auf Tatenhausen, als Unparteiischer fungierte Karl Ernst Felix Graf von Platen zu Hallermund aus Hannover. Paukarzt war der Prosektor der Universität, Joseph Ignatz Pauli.

## Verlauf
Die beiden Kontrahenten trafen im Sommer 1830 zufällig in der Gaststätte Deutsches Haus des Wirts Kaiser in der Reinhäuser Landstraße 22 in Göttingen aufeinander. Dabei soll Lohmann versehentlich Ketteler auf den Fuß getreten haben. Der von Ketteler zur Rede gestellte Lohmann stellte diese Tatsache in Abrede, worauf es zu einem Wortwechsel zwischen beiden kam. In dessen Verlauf sprach Ketteler mit der Bemerkung, „er finde es doch sonderbar, dass Lohmann seine Unart nicht einsehen wolle“ nach damaligem studentischen Selbstverständnis eine formelle Beleidigung aus. Lohmann forderte ihn darauf zu einer Partie auf Korbschläger zu 12 Gängen. Der Zweikampf fand einige Tage später im Lokal Ulricis Kegelbahn (Groner Landstraße 8) in Göttingen statt. Dabei wurde Ketteler im vierten Gang durch einen Hieb in die Nasenspitze so verwundet, dass ein Teil der Nase blutend herabhing. Damit galt die Satisfaktion als gegeben, eine förmliche Versöhnung fand infolgedessen nicht statt. Ketteler wurde von Pauli sofort versorgt; die Wunde verheilte jedoch nicht richtig. Ketteler riss sich selbst die nicht verheilende Nasenspitze ab und begab sich in ärztliche Behandlung nach Berlin. Dort war eine Rekonstruktion der Nasenspitze durch eine Rhinoplastik teilweise erfolgreich. Ketteler behielt jedoch eine lebenslang sichtbare Narbe an der Nasenspitze.

## Folgen
Obwohl das Duell nicht mit Pistole oder Säbel, sondern mit Korbschlägern ausgetragen wurde, war es nicht ungefährlich. Da die Fechter nach damaligen Regeln nicht durch eine Paukbrille geschützt waren, bestand vor allem die Gefahr von Augenverletzungen. Es hätte auch tödliche Folgen haben können. Die Universität Göttingen eröffnete deshalb gegen die Kontrahenten ein universitätsgerichtliches Untersuchungsverfahren. In diesem wurde beiden Beteiligten mit Urteil vom 30. August 1830 die Fortsetzung ihrer Auseinandersetzung unter Androhung der Relegation verboten. Der bereits in anderen Sachen von der Universität vorbestrafte Lohmann wurde mit dem bis Ostern 1831 begrenzten Consilium abeundi belegt. Der bis dahin unauffällige Ketteler wurde zu 14 Tagen Karzer verurteilt, die Sekundanten zu je drei Tagen.

## Nachwirkungen
Obwohl von Ketteler wegen des Duells verurteilt wurde und die Haftstrafe im Karzer absaß, hatte dies keine nachteiligen Auswirkungen für seine Karriere als Priester und Politiker, so dass er Bischof und Mitglied des Reichstags wurde. Zum Duell erläuterte Ketteler als Bischof in einem Hirtenbrief 1866, dass die Kirche zwar nicht den Duellanten verdamme, aber den Zweikampf als solchen ablehne. Vor dem Hintergrund dieser Differenzierung konnte er von sich selbst im Alter sagen: „Gewiß war ich ein flotter Student, aber vor Dingen, deren ich mich vor der Welt zu schämen hätte, hat mich Gott bewahrt.“